# 佐々木剛
佐々木 剛（ささき たけし、1947年5月7日 - ）は、日本の俳優。本名：福井 憲雄（）、旧芸名：八代 悠（）。
新潟県新発田市出身。新潟県立新発田高等学校卒業。身長172cm（1972年3月）。

## 来歴
高校卒業後に俳優を目指して上京。東宝芸能学校に入るが、劇団民芸の舞台『セールスマンの死』の滝沢修の演技に影響され、新劇に転向。劇団NLT俳優教室1期生、劇団俳優小劇場付属養成所を経て、高垣葵の紹介により、新国劇の研究生となる。同期には石橋正次がいる。
1968年、養成所時代に八代 悠の芸名でテレビドラマ『開化探偵帳』（NHK総合）で俳優デビュー、以後もNHKのドラマに端役で出演。
1970年、『柔道一直線』（東映、TBS）出演を機に芸名を「佐々木 剛」に改める。この時期に結婚、子供を3人授かる。同年10月からは『お荷物小荷物』（朝日放送）に出演。この番組で人気俳優となる。
1971年、NHK連続テレビ小説『繭子ひとり』に出演。同年7月より『仮面ライダー』（東映、毎日放送）に出演。撮影中のバイク転倒事故により重傷を負った藤岡弘演じる本郷猛 / 仮面ライダーに代わって、新たな主人公の一文字隼人 / 仮面ライダー役を演じる。こうして一文字 / 2号が活躍する通称「2号編」は、佐々木が劇中でとる「変身ポーズ」が爆発的な人気となり、「変身ブーム」と呼ばれる社会現象を引き起こした。
1972年、当初の約束を守って3月をもって『仮面ライダー』を降板し、4月開始の『黒帯風雲録 柔』（日本テレビ）で主人公・矢野浩を演じた。この年、仲の良い石橋正次、若林豪らと自分たちの芸能事務所「JET」を立ち上げた。その後、『仮面ライダー』ではゲストとしてダブルライダー編に出演し、後番組『仮面ライダーV3』以降の仮面ライダーシリーズへも多く客演している。以後、時代劇や刑事ドラマへのゲスト出演を多数こなし、善悪問わず様々な役柄で俳優として活躍する。
しかし、1982年2月15日の早朝に当時の妻と泥酔して自宅アパートに帰宅後、ガスストーブを点けたまま寝入ってしまい、その上にバスタオルが落ちて出火、自宅アパートだけでなく隣家も全焼する大火災となる。この火災で顔を含む全身の7割に及ぶ大火傷を負って何度も生死の境をさまよい、5度に及ぶ皮膚移植手術で一命は取り留めたが、顔には俳優として致命的な傷跡を負うこととなった。妻も軽い火傷を負ったものの、3人の子供は妻の実家に行っていたため、被害を免れている。回復後は、声優への転向を考えて「新人と同じ扱いでどんな仕事でもこなしていきたい」と望んだが、「ベテラン俳優の起用は難しい」との理由で仕事は激減。新国劇の師匠からも「役者は諦めろ」と宣告され、長らく俳優業を離れることとなる。治療・入院のための借金返済と生活の維持のため、警備員、チリ紙交換、焼き芋屋、竿竹屋と職を転々とする。
1984年、テレビスペシャル『10号誕生!仮面ライダー全員集合!!』（毎日放送）で仮面ライダー2号の声を演じるが、顔の火傷のために声のみの出演だった。1985年には『仮面ライダー大全集』（講談社刊）収録の座談会に参加し、モノクロ写真ながら久々にその姿を披露した。
その後、離婚やホームレス生活を経験し、酒を飲んで暴れたり、一日中パチンコ屋に入り浸るなど、稼いだ金をその日のうちに使い切るような荒んだ生活を送るようになる。
1991年には新国劇時代からの親友・石橋正次をはじめ俳優仲間の支援で、舞台『会津士魂外伝・山本覚馬』にて俳優業への復帰を果たす。この際、長年のブランクのプレッシャーから、「舞台直前に逃げ出したこともあった」と後年告白しているが、これに対して石橋は「怖いと思うのが普通だ」と励まし、無事に務め上げたという。その後は1998年1月まで日光江戸村に所属俳優の演技師範代として在籍し、常設舞台での芝居と並行して若手の指導にあたった。
その後は、年齢を重ねた押し出しの強い風貌を武器に舞台を中心に俳優活動を展開している。
2011年、映画『オーズ・電王・オールライダー レッツゴー仮面ライダー』で仮面ライダー2号の声を担当。映像作品で2号を演じるのは、『10号誕生!仮面ライダー全員集合!!』以来27年ぶりとなった。
2012年、「自分を支えてくれたファンや芝居仲間のため」として、東京都板橋区大山東町に居酒屋「バッタもん」を開業。実質名義貸しのようなタレント不在の店ではなく、佐々木主宰で店に常駐して自ら酒肴を調理し、一人で店を切り盛りしている。
2016年5月7日、69歳の誕生日に再婚した。

## 人物
最初の芸名「八代悠」は、師匠の高垣葵から命名され、その後のNHK番組への出演は彼の紹介によるものだった。「佐々木剛」の芸名は、『柔道一直線』への出演が決まった際に「名前だけは強そうにしよう」として「桜木健一のライバル」という設定にちなみ、東映の企画部長だった渡邊亮徳が宮本武蔵のライバルである佐々木小次郎から、「佐々木」の姓をつけた。また、名前の「剛」の読みは「ごう」にしようとしたが、「同じ事務所に若林豪がいるので紛らわしい」との理由から、「たけし」に決めた。
柔道初段、空手初段。左利き。小さいころは身体が弱く、中学時代より空手や柔道などに励んでいた。
1976年の『宇宙鉄人キョーダイン』の葉山竜治 / グランゼル役は配役がクランクイン直前になっても決まらず、「佐々木なら良いのではないか」という意見が出たため、決まった。
1982年の自宅の火事で重傷を負った際、入院費は俳優仲間で友人の林隆三や渡辺篤史らが工面してくれたが、自身には貯蓄がなかったため、手術費、火元が自宅アパートゆえの修理費、妻や3人の子供たちの生活費といった各種費用を工面すべく、警備員、ちり紙交換、竿竹売り、石焼き芋屋などを掛け持ちし、1日16時間も働く毎日だったと語っている。しかし、結局は妻子と別れることになり、世の中のすべてから見放された気持ちだったという。この間、親族や関係者とも連絡を断っていたため、父の葬儀にも参列できなかった。
1991年には「佐々木とは家族ぐるみで30年来の親友」という石橋正次の呼びかけで舞台復帰したが、これについては子供時代に『仮面ライダー』を観ていたファンと接したことで、その熱い視線に対して「このまま役者を辞めるのはファンに対して失礼だ」と考えるようになり、ファンを裏切らない生き方をしようと決意したことも復帰の原動力であったと語っている。
顔面の火傷については、『10号誕生!仮面ライダー全員集合!!』に仮面ライダー2号役の声優として出演した時点でもまだ、旧知の平山亨らに佐々木だと気づかれないほどの状態であったが、長年の皮膚移植治療でかなり回復している。佐々木は「おかげで本当に改造人間になってしまった気分」と語る一方、「火傷による挫折と復帰で、それまでの自分を大いに反省した」と述懐している。
歌手としてシングル盤2枚をリリースしている。また、アルバム『石ノ森章太郎・男も泣けるTV主題歌集』（1998年）には佐々木の歌う『仮面ライダー』主題歌「レッツゴー!!ライダーキック」が収録されているほか、「好きな言葉」として、「我が幸福は今…夢の途上」と書き記している。

## 仮面ライダーシリーズのエピソード

### 『仮面ライダー』でのエピソード
佐々木は番組途中からの参加で、主演の藤岡弘が放送開始前の撮影中の事故で出演不可能となったための緊急登板による主役交代だった。藤岡と佐々木は劇団NLT時代の同期で、友人の間柄だったため、当初出演依頼を「彼の役を取りたくない」との理由から一度断っている。
しかし『柔道一直線』に出演させてもらった恩を返そうと思い直し、東映プロデューサーの平山亨と「藤岡が帰って来るまで」との約束を交わした上で『仮面ライダー』出演を承諾した佐々木だが、当時はそれ以外にも2本のドラマのレギュラー（うち1本は大阪での撮影）を務めていたため、佐々木が『仮面ライダー』のために割ける時間は少なかった。そのプレッシャーから一時期円形脱毛を発症し、それをカムフラージュするためカツラを被って殺陣に臨んだが、ジャンプなどでカツラがずれてしまうため、やがてカツラの上にヘルメットを被るようになった。一文字隼人にヘルメットや帽子着用のシーンが多かったのはこれが理由である。『仮面ライダー』が人気番組となり、『お荷物小荷物』でも劇中で「変身ポーズ」をとるシーンが挿入されたが、佐々木はのちに「他の番組で変身ポーズをとるのは照れくさくて嫌だった」と語っている。
多忙な当時は、一文字のカットを先に撮って変身後は後まわしにしたり、録音はアフレコだったため変身ポーズをとりながら「お疲れさま」と言ってジャンプしたこともある。撮影開始当時、自動二輪の免許を持っていなかったため、本郷猛と同じようにバイクに乗ってベルトに風を受けて変身するシーンの撮影ができない問題があった。バイクに乗るシーンは苦肉の策としてトラックの荷台に固定してそれにまたがっての撮影となったが、『仮面ライダー』の撮影中に免許を取得し、バイクの上にうつ伏せになって運転する「飛行機乗り」を披露している。本編に使われたOKテイクの変身ポーズも、本来なら上着からベルトを出して変身ポーズを取るところを変身ポーズの途中にベルトを出すという不自然なものになっている。このことについて、佐々木は「お見せしよう！と言ってもベルトが見えていないんだから（笑）。今なら絶対NGになるはずですけど、当時は予算がなくてフィルム代がもったいないからOKになったんでしょうね（苦笑）」と語っているが、1998年のインタビューでは「撮影直前までちゃんと決まっていなかった」と述べている。
その後、藤岡が主役復帰した際にスタッフから「是非ダブルライダーで引き続き主演を」と依頼されるも、「藤岡君がカムバックするまでという約束で引き受けたのだから、当然、藤岡君に返すべきだ。自分がいたままでは、彼が付録のようになってしまう」と、これを固辞し、当初の約束を守り3月をもって主役を降板した。
初期の仮面ライダー1号は藤岡弘がスーツアクターも務めていたが、藤岡の負傷降板により2号からは大野剣友会がスーツアクターを担当している。しかし佐々木は『柔道一直線』で撮影を共にした剣友会の苦労を知るためとして、初期数話で2号のスーツアクターを務めている。この時の演技では『素浪人 天下太平』でも用いた左手での剣技を披露している。佐々木は自身でも大変さを実感したことによって剣友会のメンバーに対して感謝の気持ちで後を託すことができるようになったという。『仮面ライダー』でスーツアクターや擬斗を担当した岡田勝は、『仮面ライダーZX』までの主演俳優の中では佐々木の立ち回りが一番上手かったと評価しており、仮面ライダーの立ち回りもやらせたかったと述べている。

### 後年の活動
その後も「仮面ライダーシリーズ」に一文字隼人役で多く出演している。仮面ライダーのオファーを断ったことがない理由として、気心が知れたスタッフと会えるのが嬉しかったためと述べている。
仮面ライダーシリーズの映像作品への出演は1984年のテレビスペシャル以降途絶えていたが、2003年にはゲーム『仮面ライダー 正義の系譜』で十数年ぶりに2号 / 一文字の声を担当した。
近年では、仮面ライダー関係のイベントに出演する機会も増えてきており、2009年公開の映画『劇場版 仮面ライダーディケイド オールライダー対大ショッカー』製作発表時にはビデオメッセージを送っている。
2010年4月4日に行われたイベント『大野剣友会 in 永田町 仮面ライブ：昭和』では、当時の剣友会の面々や速水亮、荒木しげる、高杉俊介と共に出演し、舞台上で短い殺陣や「変身」を披露した。
2011年1月9日に行われたイベント『SUPER FESTIVAL 55』では、2005年公開の映画『仮面ライダー THE FIRST』で2号 / 一文字を演じた高野八誠と共演した。また、同年4月11日公開の映画『オーズ・電王・オールライダー レッツゴー仮面ライダー』では、再び2号の声を担当した。また、同映画の舞台挨拶では「生身で出られなくて寂しいので、ここで変身ポーズを見せる」として、仮面ライダーV3 / 風見志郎 役の宮内洋と共に自ら観客の前で変身ポーズを披露した。
2023年公開の映画『シン・仮面ライダー』については、関係者に招待されて観賞し、「別物で不愉快」「作りたいものがあるなら一から新しく作れ」との苦言を呈している。ただ、同映画で2号 / 一文字を演じた柄本佑については、「石ノ森章太郎先生の描いた明るいキャラクターになっていたと思う」と評している。

## 交友関係
『柔道一直線』『仮面ライダー（初代）』『宇宙鉄人キョーダイン』と、長きにわたって仕事をともにした大野剣友会とは旧知の仲で殺陣師の岡田勝は佐々木と同じ左利きで親交も深い。『仮面ライダー（新）』でゲスト出演した時は、あまりの懐かしさにロケ前日に飲みあかし、撮影時は泥酔状態だった。翌日の本番では殺陣担当の岡田に「剛、酔い過ぎだよ。駄目だ、海に入れよう!」と言われたそうで、本番では一文字が海に入って変身している。
『仮面ライダー』で共演した山本リンダは、佐々木について「アフレコの時に冗談を言ってみんなを笑わせるなど陽気な一方、照れ屋で甘えん坊な一面があった」と述べている。
『仮面ライダーストロンガー』に岬ユリ子/電波人間タックル役で出演していた岡田京子と親交があった。1986年8月12日、持病の喘息の発作のため27歳の若さで死去の報を受けた際には、大きな衝撃を受けたという。岡田の夫である『仮面ライダー』のメークを担当した小山英夫とは番組終了後も交流があり、小山は佐々木を「態度は大きい男だと思ったが、実際は気持ちの小さい男で、酒の力を借りないと言いたいことも言えない。それだからこそ親友として付き合える」と評している。

## 出演

### テレビドラマ
- 開化探偵帳（1968年、NHK総合）
- あひるの学校（1968年、NHK総合）
- 鞍馬天狗（1969年、NHK総合） - 原田左之助
- 柔道一直線 第39話「直也と竜と風祭」 - 第92話「この長い柔の道」（1970年 - 1971年、TBS） - 風祭右京
- お荷物小荷物（1970年 - 1971年、朝日放送） - 滝沢信
- 連続テレビ小説（NHK総合）
  - 繭子ひとり（1971年） - 柿沼志郎
  - いちばん星（1977年） - 佐藤亮吉
  - 虹を織る（1980年 - 1981年） - 望月
- 冠婚葬祭入門（1971年、TBS） - 速水八郎
- 天皇の世紀 第7話「黒い風」、第11話「決起」（1971年、朝日放送） - 伊藤俊輔
- 千葉周作 剣道まっしぐら 第30話「火事だ！喧嘩だ！」（1971年、TBS）- 三吉
- 仮面ライダーシリーズ[27]（毎日放送）
  - 仮面ライダー（1971年 - 1973年） - 主演一文字隼人 / 仮面ライダー
    - 第14話「魔人サボテグロンの襲来」 - 第52話「おれの名は怪鳥人ギルガラスだ！」
    - 第72話「吸血モスキラス対二人ライダー」、第73話「ダブルライダー 倒せ!! シオマネキング」
    - 第93話「8人の仮面ライダー」、第94話「ゲルショッカー首領の正体!!」
    - 最終話「ゲルショッカー全滅！首領の最後!!」

  - 仮面ライダーV3（1973年） - 一文字隼人 / 仮面ライダー2号
    - 第1話「ライダー3号 その名はV3!」、第2話「ダブルライダーの遺言状」
    - 第21話「生きていたダブルライダー」 ※声の出演
    - 第33話「V3危うし! 帰って来たライダー1号、2号!!」、第34話「危機一発! キバ男爵対三人ライダー!!」

  - 仮面ライダーX 第33話「恐怖! キングダークの復しゅう!!」、第34話「恐怖の武器が三人ライダーを狙う!!」（1974年） - 一文字隼人 / 仮面ライダー2号
  - 仮面ライダーストロンガー 第38話「出現! ライダー1号 2号!!」、最終話「さようなら! 栄光の七人ライダー!」（1975年） - 一文字隼人 / 仮面ライダー2号
  - 全員集合!7人の仮面ライダー!!（1976年） - 一文字隼人 / 仮面ライダー2号
  - 仮面ライダー（新）（1980年） - 一文字隼人 / 仮面ライダー2号
    - 第36話「急げ一文字隼人! 樹にされる人々を救え!!」、第37話「百鬼村の怪! 洋も樹にされるのか？」
    - 第39話「助けて! 2人のライダー!! 母ちゃんが鬼になる」、第40話「追え隼人! カッパの皿が空をとぶ」
    - 第53話「魔神提督の最期! そして大首領の正体は？」、最終話「さらば筑波洋! 8人の勇士よ永遠に...」

  - 10号誕生!仮面ライダー全員集合!!（1984年） - 仮面ライダー2号[注釈 4]
- お荷物小荷物・カムイ編（1971年 - 1972年、朝日放送） - 滝沢信
- 黒帯風雲録 柔（1972年、日本テレビ） - 主演・矢野浩
- 君たちは魚だ（1972年、朝日放送）
- 青春をつっ走れ 第14話「男の誓い命がけ」（1972年、フジテレビ） - 野村信二
- 火曜日の女シリーズ / いとこ同志（1972年、日本テレビ） - 高杉次郎
- 忍法かげろう斬り 第18話「掠奪された姫君」（1972年、関西テレビ） - 陣内主馬
- 銀河テレビ小説 / 女であること（1972年、NHK総合）
- 長谷川伸シリーズ / 江戸の巾着切（1972年、NET） - 三吉
- 東芝日曜劇場（TBS）
  - 北の都に秋たけて（1972年、朝日放送）
- 隼人が来る 第10話「姫君の脱出」（1972年、フジテレビ） - 戸田新一郎
- ご存知時代劇 / けんか安兵衛（1973年、日本テレビ）
- 素浪人 天下太平（1973年、NET） - うづ巻の勘太
- GO!GOスカイヤー（1973年、フジテレビ） - 酒巻史郎
- 銭形平次（フジテレビ）
  - 第360話「十手を捨てるとき」（1973年） - 小三郎
  - 第452話「晴姿女岡っ引き」（1975年） - 安吉
  - 第502話「償いの道」（1975年） - 浦辺孫四郎
  - 第599話「冨くじ騒動」（1977年） - 新介
- 非情のライセンス（NET）
  - 第1シリーズ 第22話「兇悪の芽」（1973年） - 清水信治
  - 第2シリーズ
    - 第10話「兇悪の星」（1974年） - 育野久雄
    - 第50話「兇悪の金」（1975年） - 佐川鉄男
    - 第71話「兇悪の情熱」（1976年） - 高野邦明
- 戦国ロック はぐれ牙 第9話「般若面の憎しみを断て」（1973年、フジテレビ） - 不動丸
- アイフル大作戦 第37話「乾杯! 恋人に捧げる死体」（1973年、TBS） - 立花秀一（プロボクサー）
- 赤ひげ 第49話「一年」（1973年、NHK総合） - 村井
- 新十郎捕物帖・快刀乱麻 第3話「死と死と人は来ぬか雨」（1973年、朝日放送）
- 遠山の金さん捕物帳 第164話「冥土へ行かなかった男」（1973年、NET） - 佐七
- どっこい大作（1973年 - 1974年、NET） - 鳴門源次
- わが家の灯（1974年、NHK総合）
- 太陽にほえろ!（日本テレビ）
  - 第92話「シンデレラ刑事」（1974年） - 高畠信一
  - 第325話「波止場」（1978年） - 杉原
- 荒野の素浪人 第2シリーズ 第6話「影を斬る」（1974年、NET） - 小谷要
- ご存知遠山の金さん 第27話「あっぱれ腰抜け侍」（1974年、NET） - 圭二郎
- ほうねんまんさく（1974年、フジテレビ）
- 女・その愛のシリーズ / たけくらべ（1974年、NET）
- 東海道姉ちゃん仁義（1974年、フジテレビ）
- 大久保彦左衛門 第35話「決死の首途（かどで）の握り飯」（1974年、フジテレビ） - 松浦浩之助
- 大盗賊 第3話「あぶく銭をさらえ!」（1974年、フジテレビ） - 徳三郎
- 右門捕物帖 第16話「張り込み」（1974年、NET）
- 事件狩り 第11話「ひと夏の経験」（1974年、TBS）
- 幡随院長兵衛お待ちなせえ 第10話「男一匹心で勝負」（1974年、NET） - 千吉
- おしどり右京捕物車 第25話「櫛」（1974年、朝日放送） - 千吉
- 夜明けの刑事 第11話「それでも私は結婚したい」（1974年、TBS）
- 編笠十兵衛（1974年 - 1975年、フジテレビ） - 礒貝十郎左衛門
- 池田大助捕物日記 第16話「狂い咲きの男」（1975年、関西テレビ）
- 遥かなる母（1975年、 CBC）
- ふりむくな鶴吉 第37話「隣人」（1975年、NHK総合）
- 愛のサスペンス劇場 / 炎の記憶（1975年、日本テレビ）
- 必殺シリーズ（朝日放送）
  - 必殺仕置屋稼業 第14話「一筆啓上不義が見えた」（1975年） - 浅吉
  - 必殺仕業人（1976年）
    - 第5話「あんたこの身代りどう思う」 - 清太郎
    - 第17話「あんたこの掠奪をどう思う」 - 巳之吉

  - 江戸プロフェッショナル 必殺商売人 第13話「裏の稼業にまた裏稼業」（1978年） - 粂吉
  - 翔べ! 必殺うらごろし 第14話「額の傷が見た! 恐怖のあしたを」（1979年） - 清助
  - 必殺仕事人 第58話「暴れ技 田楽垂直刺し」（1980年） - 定七
- 影同心II 第4話「風にりんどう小紫」（1975年、毎日放送） - 甚助
- 十手無用 九丁堀事件帖 第11話「目刺し十匹恨み武士」（1975年、日本テレビ）
- 大河ドラマ / 風と雲と虹と（1976年、NHK総合） - 平繁盛
- 宮本武蔵 第15話「ふたり武蔵」（1976年、フジテレビ） - 宮本源内
- 遠山の金さん（NET→テレビ朝日）
  - 第19話「渡る世間の鬼を斬れ!!」（1976年） - 捨吉
  - 第78話「怨念の刃がとんだ」（1977年） - 総吉
- 伝七捕物帳 第100話「花のお江戸の喧嘩鳶」（1976年、日本テレビ） - 伊太郎
- 宇宙鉄人キョーダイン（1976年 - 1977年、毎日放送） - 葉山竜治 / グランゼル
- 桃太郎侍（日本テレビ）
  - 第47話「昌平坂に消えた夢」（1977年） - 北村小太郎
  - 第189話「走れ! お江戸の一番纒」（1980年）
- 砂の器（1977年、フジテレビ） - 三木彰吉
- ご存知 女ねずみ小僧 第23話「皿屋敷異聞」（1977年、フジテレビ） - 源太
- 明日の刑事（TBS）
  - 第13話「女子高生は刑事がお好き！」（1977年） - 大西作治専務
  - 第35話「SL爆走! 寸又峡に追い詰める」（1978年）
- 特捜最前線 第48話「惜別・指のない焼死体!」、第50話「兇弾・神代夏子死す!」（1978年、テレビ朝日） - 村西守
- 吉宗評判記 暴れん坊将軍（テレビ朝日）
  - 第15話「春を呼ぶ藪医者」（1978年） - 卯助
  - 第79話「天下御免! おふくろの味」（1979年） - 島屋長吉
  - 第133話「聞いてちょ! 爺ちゃん若様評判記」（1980年） - 和田大介
  - 第151話「山吹色の佐渡おけさ」（1981年） - 向坂右京
- 大江戸捜査網 第352話「怪談 涙の燈籠流し」（1978年、12ch） - 清吉
- 新幹線公安官 第2シリーズ 第11話「略奪の死角」（1978年、テレビ朝日） - 小松弘
- 水戸黄門 第9部 第4話「芝居になった悪い奴 -福島-」（1978年、TBS） - 宗吉
- 新五捕物帳（日本テレビ）
  - 第45話「殺しのかんざし」（1978年） - 相模屋 栄吉
  - 第113話「鈴哀し夢の故郷」（1980年） - 宇之吉
  - 第134話「あしたの詩」（1981年） - 伊兵衛
  - 第165話「逃亡の果て」（1981年） - 弥平
- あの手この手お隣りさん!（1978年、テレビ朝日）
- 若さま侍捕物帳 第17話「参上!! 子ども鼠」（1978年、テレビ朝日） - 壷井平七郎
- 破れ新九郎 第16話「流浪の女おゆう」（1979年、テレビ朝日） - 精二郎
- 同心部屋御用帳・江戸の旋風IV 第25話「愛と復讐の罠」（1979年、フジテレビ） - 不動丸
- 高木彬光シリーズ / 白昼の死角（1979年、毎日放送） - 刑事
- 江戸の激斗 第16話「雪の名なし橋」（1979年、フジテレビ） - 佐吉
- 長七郎天下ご免! 第3話「激突! 燃えろ江戸っ子」（1979年、テレビ朝日） - 清次
- 土曜ワイド劇場 / ブルートレイン・寝台特急殺人事件（1979年、テレビ朝日）
- そば屋梅吉捕物帳 第11話「血を誘う能面の女」（1979年、12ch） - 信次郎
- 時よ炎のごとく!（1980年、フジテレビ）
- 大捜査線 第15話「一枚の紙」（1980年、フジテレビ）
- 江戸を斬るV 第1話（1980年、TBS） - 与吉
- 雪姫隠密道中記 第7話「悪代官は瓜二つ -柳井-」（1980年、毎日放送） - 清七
- 斬り捨て御免! II 第20話「情け深川恨み節」（1981年、12ch） - 小沢兵吾
- 私はタフな女 第18話「怪談! 怪談! また怪談!」（1981年、日本テレビ）
- 北の国から 第16話「転校」（1982年、フジテレビ）
- 大空港'92 第3話「シドニー行き最終便の女！殺人容疑者を結ぶ点と線」（1992年、テレビ朝日） - 大野政男
- 半七捕物帳 第9話「恋しぐれ鎌倉河岸」（1992年、日本テレビ） - 桑田
- 仮面天使ロゼッタ（1998年、テレビ東京） - 大文字課長
- ボイスラッガー 第7話「危うしスーパーヒーロー! 吠える大捜査線」（1999年、テレビ東京） - 警察署長
- 侵略美少女ミリ（2000年、テレビ埼玉） - 居酒屋のおやじ
- 絶対泣かないと決めた日〜緊急スペシャル〜（2010年、フジテレビ） - 株主
- まっつぐ〜鎌倉河岸捕物控〜 第1話「カタキ討ち」（2010年、NHK総合） - 根島伝兵衛
- 武蔵忍法伝 忍者烈風（2015年、TOKYO MX） - 山風剛十郎

### 映画
- なにがなんでも為五郎（1970年、松竹） - 信一
- 海兵四号生徒（1971年、大映） - 押川義郎
- 仮面ライダーシリーズ（東映）
  - 仮面ライダー対ショッカー（1972年） - 主演・一文字隼人 / 仮面ライダー
  - 仮面ライダーV3対デストロン怪人（1973年） - 仮面ライダー2号の声
  - オーズ・電王・オールライダー レッツゴー仮面ライダー（2011年） - 仮面ライダー2号の声
- ムツゴロウの結婚記（1974年、松竹）
- 女王蜂（1978年、東宝） - 駒井泰次郎
- 餌食（1979年、東映） - 森谷
- John and Jane Doe（2004年、パル企画）
- 改造人間哀歌THE MOVIE 〜曼珠沙華の詩〜（2011年、シノハラ藝能事務所） - 主演・改造人間、インディーズムービー
- 劇場版 炎の天狐トチオンガーセブン 閻魔堂!地獄の大決戦!!（2018年、毘プロダクション） - ナレーション

### オリジナルビデオ
- 仮面ライダー メモリアル（1997年、東映ビデオ） - ナレーター（一文字隼人）
- 恋身女子校生パティ（2000年、ソフト・オン・デマンド）
- 異次元戦士リリン&エリン（2005年、ZENピクチャーズ）

### 舞台
- 会津士魂（1991年、オフィス企画舎）
- 雲の如く（1992年、オフィス企画舎）
- ホスピス（1993年、劇団ノルテ）
- カフェの実は赤くなりましたか（1993年、劇団ノルテ）
- あした天気になあれ（1993年、多摩メディカル・ドラマ実行委員会 他）
- 鴉が翔んだ（1993年、オフィス企画舎）
- すみれの詩（1994年、劇団ノルテ）
- シベリアの夕やけ（1994年、劇団ノルテ）
- 掟・新宿心中（1995年、劇団ノルテ）
- 本当の修羅は俺なのだ（1996年、劇団ノルテ）
- 雪にもめげず咲く梅の（1996年、劇団ノルテ）
- 先生サマ（2000年、劇団ノルテ）
- 貸席の女郎（2000年、劇団テークハートカンパニー = 吾一座）
- ケプラー・あこがれの星海航路（2000年、タケスタジオ）
- 泣きべそ黒頭巾（2000年、劇団ノルテ）
- 闇の狼たち（2000年、ロストキッズ）
- 仮面ライダー 戦闘員日記（2001年、劇団メガバックスコレクション） - 一文字隼人
- ミュージカル 魔法使いサリー 〜美しき星地球を守れ〜（2001年、劇団スターキャスト）
- 元禄武士道（2001年、ロストキッズ）
- 赤報隊（2002年、ロストキッズ）
- 返り花（2002年、エリーコーポレーション）
- 忠治（2003年、ロストキッズ）
- 銀座ロマン（2004年） -  千波プロ企画
- 乱 天草・島原1637（2004年、ロストキッズ）
- 銀座ロマン PartII 柳青める日（2005年、千波プロ企画）
- あ、のんきだね（2006年、遊人塾・劇舎）
- 孫文の女（2006年、西木正明プロデュース）
- 武士道無残（2006年、ドラマバンク）
- 川中島（2006年、ロストキッズ）
- 返り花（2007年、三越劇場）
- 忠治（2007年、ロストキッズ）
- お江戸は何時も大騒ぎ（2008年、ロストキッズ）
- 改造人間哀歌 〜お見せしよう! 還暦を超えたヒーローの願い〜（2008年、シノハラステージング）- 年老いた改造人間
- お江戸は何時も大騒ぎ〜弐〜（2008年、ロストキッズ）
- お江戸は何時も大騒ぎ〜参〜（2009年、ロストキッズ）
- 改造人間哀歌2 〜星空の約束〜（2009年、シノハラステージング） - 年老いた改造人間
- 改造人間哀歌3 〜時空を超えろ! 最終決戦〜（2010年、シノハラステージング） - 年老いた改造人間
- 酒呑童子 2010ver（2010年、ロストキッズ）
- 改造人間哀歌ZERO（2011年、シノハラステージング）

### ゲーム
- 仮面ライダー（1998年）- 一文字隼人 / 仮面ライダー2号
- 仮面ライダー 正義の系譜（2003年）- 一文字隼人 / 仮面ライダー2号

### パチスロ・パチンコ
- 仮面ライダーDX（2007年）- 一文字隼人 / 仮面ライダー2号
- CRぱちんこ仮面ライダー ショッカー全滅大作戦（2007年）- 一文字隼人 / 仮面ライダー2号
- CRぱちんこ仮面ライダーV3（2013年）- 仮面ライダー2号
- 仮面ライダー UNLMITED（2014年）- 一文字隼人

### CM
- テクモ ギャロップレーサー3

### 玩具
- COMPLETE SELECTION MODIFICATION 変身ベルト・タイフーン（2022年5月）- 一文字隼人 / 仮面ライダー2号

## 音楽

### シングル
| 題名           | B/W・C/W                  | 発売年 | レーベル             | 規格番号 | 備考                                                                                               |
| あの手この手   | 誰も知らない唄            | 1971年 | テイチク             | A-83     | 作詩作曲者は不詳、作詩補：中山千夏、作曲補・編曲：佐藤允彦 C/Wの作詩は中山千夏、作・編曲は佐藤允彦 |
| 争いのない世界 | 俺は改造人間 / 夕焼けの時 | 2008年 | シノハラステージング |          | 『改造人間哀歌』挿入歌・本人作詞                                                                   |

### アルバム
| 題名                              | 発売年 | レーベル | 備考                                  |
| 石ノ森章太郎 男も泣けるTV主題歌集 | 1998年 | テイチク | 「レッツゴー!! ライダーキック」を歌唱 |

## 著書
- 『一文字隼人 - 仮面ライダー2号伝説』 -（1998年、白夜書房） ISBN 978-4893675705

### 一部を執筆した文献
- 『ジロジロ見ないで - “普通の顔”を喪った9人の物語』 -（2003年、扶桑社）ISBN 978-4594042745